# Monaco aux Jeux olympiques d'été de 1968
Cet article contient des informations sur la participation et les résultats de Monaco aux Jeux olympiques d'été de 1968, qui ont eu lieu à Mexico au Mexique.

## Résultats

### Tir
| Athlète            | Épreuve                          | Résultat | Résultat |
| Athlète            | Épreuve                          | Points   | Rang     |
| ------------------ | -------------------------------- | -------- | -------- |
| Joe Barral         | Pistolet à 50 m position couchée | 577      | 83e      |
| Gilbert Scorsoglio | Pistolet à 50 m position couchée | 573      | 85e      |